# Лелеківка (станція)
Лелеківка — проміжна залізнична станція Знам'янської дирекції Одеської залізниці на електрифікованій лінії Знам'янка — Помічна між станціями Кропивницький (10,8 км) та Шостаківка (12,4 км). Розташована у Фортечному районі міста Кропивницький.

## Історія
Станція відкрита на лінії Знам'янка-Пасажирська — Помічна у 1936 році. У 1971 році електрифікована змінним струмом (~25 кВ). Колійний розвиток станції складається з 5 колій та двох окремих колій для завантаження і відвантаження вантажів. Через станцію курсує велика кількість вантажних поїздів у напрямку Одеси та зворотно. З численних під'їзних колій до станції відбувається обслуговування місцевих підприємств. На станції здійснюються завантаження, відвантаження вантажів і маневрові роботи локомотивів.

## Пасажирське сполучення
На станції Лелеківка зупиняються лише приміські електропоїзди, які до лютого 2022 року мали сполучення з Колосівкою, Помічною, Новоукраїнкою, Кропивницьким, Знам'янкою, Приютівкою та Олександрією. Влітку зазвичай додатково призначався приміський електропоїзд Знам'янка-Пасажирська — Одеса. Наразі через станцію курсують приміські електропоїзди сполученням Знам'янка — Помічна. Для висадки та посадки пасажирів на станції збудовані платформи бічного та острівного типу.